# آدم كريستيان جونسون
آدم كريستيان جونسون المعروف أيضًا باسم "رجل المنصة " و" فيا جيتي" هو أمريكي شارك في الهجوم على مبنى الكابيتول بالولايات المتحدة في 6 يناير 2021. أصبحت صورة جونسون وهو يحمل منصة رئيسة مجلس النواب آنذاك نانسي بيلوسي صورة بارزة في الهجوم. في 25 فبراير 2022، أدين بدخول مبنى أو أرض محظورة والبقاء فيها، وحُكم عليه بالسجن لمدة 75 يومًا مع غرامة قدرها 5000 دولار.
في 20 يناير 2025 حصل على عفو كامل من الرئيس دونالد ترامب.

## حياته المهنية
وُلِد جونسون في ميلينجتون، تينيسي ، وعاش معظم حياته في جنوب غرب فلوريدا وتلقى تعليمه في جامعة جنوب فلوريدا . في أواخر سنوات مراهقته وأوائل العشرينات من عمره، ألقي القبض عليه بتهمتين منفصلتين تتعلقان بجنحة الماريجوانا من قبل شرطة مقاطعة ماناتي . لقد انتهك فترة المراقبة في عام 2005 بسبب فشله في تقديم تقارير الإشراف اللازمة. كان جونسون قد أدرج مهنته طاهياً في عام 2005، وعمل صانع أثاث. كان عاطلاً عن العمل وقت الانتفاضة.
في وقت هجوم الكابيتول، كان مسجلاً دون أي انتماء حزبي منذ عام 2019، بعد أن سجل في البداية مع الحزب جمهوري في قاعدة بيانات تسجيل الناخبين في فلوريدا في عام 2002. صوت في الانتخابات العامة لعامي 2004 و2020، لكنه لم يصوت في انتخابات عام 2016. أظهرت منشورات على صفحته على فيسبوك قبل الهجوم أنه يرتدي قبعة حمراء مكتوب عليها "لنجعل أمريكا عظيمة مرة أخرى". كما سخر أيضًا من حركة حياة السود مهمة على وسائل التواصل الاجتماعي.

## هجوم مبنى الكونجرس الأمريكي في 6 يناير
قبل الهجوم، شارك جونسون على وسائل التواصل الاجتماعي أنه سيكون في واشنطن العاصمة [1] وفي طريقه إلى الكابيتول، نشر صورًا شخصية على فيسبوك في المطار مع أنصار MAGA الآخرين. في تجمع جماهيري في ليلة الخامس من يناير، قام مصور فيديو من صحيفة واشنطن بوست بتصويره وهو يصرخ بألفاظ نابية ويشير ضمناً إلى أنه لا يعتقد أن الرئيس بايدن انتُخب بشكل شرعي. بعد المظاهرة، نشر صورة لنفسه على الفيسبوك مع تعليق "أعمال شغب!!!"
في 6 يناير 2021، أثناء هجوم مبنى الكابيتول بالولايات المتحدة ، كان جونسون في مقدمة أعمال الشغب، حيث هرع من تجمع "أوقفوا السرقة" في البيت الأبيض بعد أن علم بالهجوم. أمضى 35 دقيقة داخل مبنى الكابيتول، ودخل ثلاث مناطق حساسة للغاية في مبنى الكابيتول وفقًا للمدعين العامين، وتم تصويره وهو يهز مقبض جناح مكتب رئيسة مجلس النواب نانسي بيلوسي. وجد منبر بيلوسي بالقرب من درج حلزوني وحمله إلى قاعة الكابيتول. في القاعة المستديرة، تم تصويره بواسطة مصور صور غيتي وين ماكنامي، وهو يرتدي قبعة تزلج تحمل شعار ترامب ويحمل المنصة في ذراعه اليمنى. طلب من امرأة أن تلتقط له صورة وهو يقف أمام المنصة، ثم غادر المنصة في منتصف الغرفة. ثم تم تسجيله وهو يطلب من مثيري الشغب الآخرين استخدام تمثال نصفي لجورج واشنطن لتحطيم أبواب قاعة مجلس النواب ، بالإضافة إلى تشجيعات أخرى.
في الساعات التي أعقبت أعمال الشغب ونشر الصورة، أطلق على جونسون لقب "رجل المنصة" على الإنترنت. كتب على مواقع التواصل الاجتماعي أنه " حطم الإنترنت " وأنه "أصبح مشهورًا أخيرًا".
ولم يكن موقع المنصة معروفًا على الفور بعد الهجوم. ذكرت مذكرة الاعتقال الفيدرالية لجونسون أنه "في أو حوالي 7 يناير 2021، عثر أحد أعضاء طاقم مجلس الشيوخ على المنصة في الممر الأحمر لجناح مجلس الشيوخ قبالة الروتوندا في مبنى الكابيتول"، وأنه "وفقًا لأمين مجلس النواب ، فإن قيمة منصة المتحدث في السوق تزيد عن 1000 دولار". سيتم وضع المنصة لاحقًا في غرفة رايبورن في الكابيتول في 13 يناير لحضور حفل إقرار قرار مجلس النواب بعزل الرئيس.
قام مكتب التحقيقات الفيدرالي بالبحث عن جونسون بعد الهجوم. تم التعرف عليه لاحقًا من قبل سكان برادينتون بولاية فلوريدا ، من خلال الصور الملتقطة له أثناء الهجوم، وتم نشر ذلك في صحيفة برادينتون هيرالد في 8 يناير 2021. تم القبض عليه في 8 يناير. بعد إبلاغ مكتب التحقيقات الفيدرالي به من قبل صديقه آلان ميستل، وتم احتجازه في سجن مقاطعة بينيلاس في انتظار توجيه اتهامات إليه وبموجب مذكرة من هيئة المارشال الأمريكية. لقد تعاون بشكل كامل مع العملاء الفيدراليين، لكنه دمر صوره وحساباته على وسائل التواصل الاجتماعي قبل اعتقاله.

## المحاكمة والسجن
وجهت إلى جونسون تهمة "دخول أو البقاء عن علم في أي مبنى أو أرض محظورة دون إذن قانوني؛ وتهمة سرقة ممتلكات حكومية؛ وتهمة الدخول العنيف والسلوك غير المنضبط في أراضي الكابيتول". أُطلق سراحه بكفالة قدرها 25000 دولار في 11 يناير 2021.
طلب المدعون الفيدراليون في البداية الحكم عليه بالسجن لمدة 90 يومًا. في 22 نوفمبر 2021، توصل جونسون إلى اتفاق إقرار بالذنب واعترف بالذنب في المحكمة الفيدرالية لدخول مبنى أو أرض محظورة والبقاء فيها، ورفض المدعون العامون تهم سرقة ممتلكات حكومية والدخول العنيف والسلوك غير المنضبط في أراضي الكابيتول. كما تضمنت صفقة الإقرار بالذنب اتفاقًا بشأن كتاب محتمل أو "شيء من هذا القبيل" يتم نشره بواسطة جونسون، والذي أعطى الحكومة حقوقًا في أي ربح حصل عليه جونسون نتيجة لهذا المنتج لمدة خمس سنوات. أثناء محاكمته، أوصى القاضي ريجي والتون بقراءة كتابي "كيف تبدأ الحروب الأهلية" و "الحرب الأهلية القادمة". في 25 فبراير 2022، حُكم على جونسون بالسجن لمدة 75 يومًا مع عام من الإفراج المشروط و200 ساعة من الخدمة المجتمعية، وأُمر بدفع غرامة قدرها 5525 دولارًا.

## في الثقافة الشعبية
قام الممثل والفنان السياسي جيم كاري بإنشاء صورة لجونسون بعد الهجوم بعنوان fuckedforlife، و قام جون كراسينسكي بتقليد جونسون وهو يحمل المنصة في إحدى حلقات برنامج ساترداي نايت لايف.

## حياته الشخصية
كان جونسون أبًا لخمسة أولاد، ومتزوجًا من طبيبة، وهي زوجته الثانية. في وقت الهجوم على الكابيتول، كان عمره 36 عامًا وكان يعيش في مقاطعة ماناتي، فلوريدا.